# Međimursko veleučilište u Čakovcu
Međimursko veleučilište u Čakovcu je ustanova visokoga obrazovanja koja omogućuje polaznicima završavanje dodiplomskog (preddiplomskog) stručnog studija iz nekoliko stručnih smjerova. Veleučilište je osnovano Uredbom Vlade Republike Hrvatske od 2. studenoga 2007., koja je stupila na snagu 12. studenoga 2007., te je počelo s radom 2008. godine.

## Lokacija
Zgrada Veleučilišta nalazi se u sklopu kompleksa bivše vojarne, u novouređenim prostorima, u Ulici bana Josipa Jelačića u Čakovcu.

## Odjeli i smjerovi dodiplomskog studija
Studiranje na Veleučilištu traje 3 godine, te nakon završenog dodiplomskoga studija, studenti stječu naziv stručnog prvostupnika računarstva i stručnog prvostupnika ekonomije-menadžmenta turizma i sporta.
Na Veleučilištu postoje sljedeći stručni studiji: Računarstvo, Menadžment turizma i sporta, te Održivi razvoj. U suradnji s Veleučilištem u Varaždinu postoje i stručni studiji: Graditeljstvo i Proizvodno strojarstvo.
Stručni studij Računarstva ima 2 smjera: Programsko Inženjerstvo i Inženjerstvo računalnih sustava i mreža.
Smjer Programsko inženjerstvo nudi izobrazbu u programiranju, izradi i održavanju složenih aplikacija i programskih alata, dok smjer Inženjerstvo računalnih sustava i mreža nudi izobrazbu u projektiranju i održavanju računalnih sustava i mreža. Dodatno usmjeravanje moguće je putem izbornih predmeta, seminarskog i završnog rada. Izvodi se kao redovni i izvanredni studij.
Stručni studij Menadžmenta turizma i sporta ima 2 modula: Menadžment turizma i Menadžment sporta.
Na stručnom studiju Menadžmenta sporta i turizma studenti stječu kompetencije za: rad poslovnih i ekonomskih analiza; rad na svim poslovima u hotelima; motelima, hostelima i smještajno-ugostiteljskim objektima; upravljanje poslovnim sustavima na poslovima menadžmenta u turizmu, turističke zajednice, udruženjima i savezima za turizam i šport, sportskim društvima, zabavnim parkovima, bazenima, sportskim dvoranama i sl. objektima; upravljanje poslovnim sustavima na poslovima menadžmenta u organizacijama stručnih, znanstvenih, vjerskih, poslovnih, kongresnih, sportskih skupova u zemlji i inozemstvu; vođenje poslovanja turističkih organizacija (poduzeća, agencije, turističkih zajednica i sl.); vođenje sportskih organizacija, klubova, saveza, sportskih poduzeća i sl.; rad u marketinškim tvrtkama za poslovne, turističke i sportske promidžbe i unapređenje turističko-sportskih usluga; predviđanje postupaka i posljedica poslovne funkcije u poslovanju turističkih i sportskih organizacija; vođenje i organiziranje projekata u turizmu i sportu. Izvodi se kao redoviti i izvanredni studij.

## Upisi
Upis na veleučilište u 2008. godini provodi se bez kvalifikacijskog ispita. Kvota za upis je 50 studenata (25 u svakom od smjerova Računarstva). Prvih 15 studenata na rang-listi svakog smjera upisuje studij bez plaćanja, dok ostalih 10 upisuje uz plaćanje.

## Popis dekana
1. Nevenka Breslauer (2008. – 2019.), privremeni dekan
2. Igor Klopotan (2019. - danas)

## Galerija
|  |  |

## Vanjske poveznice
- Službeno mrežno sjedište.